# Список умерших в 902 году
В этой статье представлен список известных людей, умерших в 902 году.
См. также: Категория:Умершие в 902 году

## Март
- Анскар I — 1-й маркграф Ивреи (891—902), родоначальник династии Анскаридов, также известной как Иврейская династия; дата смерти предположительна

## Апрель
- 5 апреля — Аль-Мутадид Биллах — багдадский халиф из династии Аббасидов (892—902)

## Май
- Гарибалдо[итал.] — епископ Новары (895—902)

## Июль
- 8 июля — Гримбальд[англ.] — бенедиктинский монах, учёный и педагог, святой римско-католической церкви.

## Август
- 14 августа — Бадр аль Мутадиди[англ.] — военачальник халифа Аль-Мутадид Биллаха; казнён

## Сентябрь
- 16 сентября — Рихард фон Пассау[нем.] — епископ Пассау (899—902)

## Октябрь
- 23 октября — Ибрахим II ибн Ахмед — эмир Ифрикии из династии Аглабидов (875—902)

## Декабрь
- 5 декабря — Эльсвита — королева-консорт Уэссекса (871—899), жена Альфреда Великого
- 13 декабря —
  - Эохрик — король Восточной Англии (890—902); убит в сражении при Хольме (Западный Йоркшир)
  - Этельвольд Этелинг — сын короля Уэссекса Этельреда I, король Йорка; убит в сражении при Хольме (Западный Йоркшир)
- 16 декабря — Вэй Ифань[англ.] — канцлер Китая (902)

## Точная дата смерти неизвестна
- Амр ибн Лейс — малик Систана из династии Саффаридов (878—901); убит
- Ван Цзунди[англ.] — китайский офицер, приёмный сын Ван Цзяня, казнён им как изменник
- Дрого фон Минден[англ.] — епископ Миндена (886—902)
- Ли Цуньсинь — китайский генерал
- Юньцзю Даоин[англ.] (72) — китайский буддистский учитель
- Яхуа ибн Зикравай[англ.] — карматский лидер